# Programme de colonisation des îles américaines équatoriales

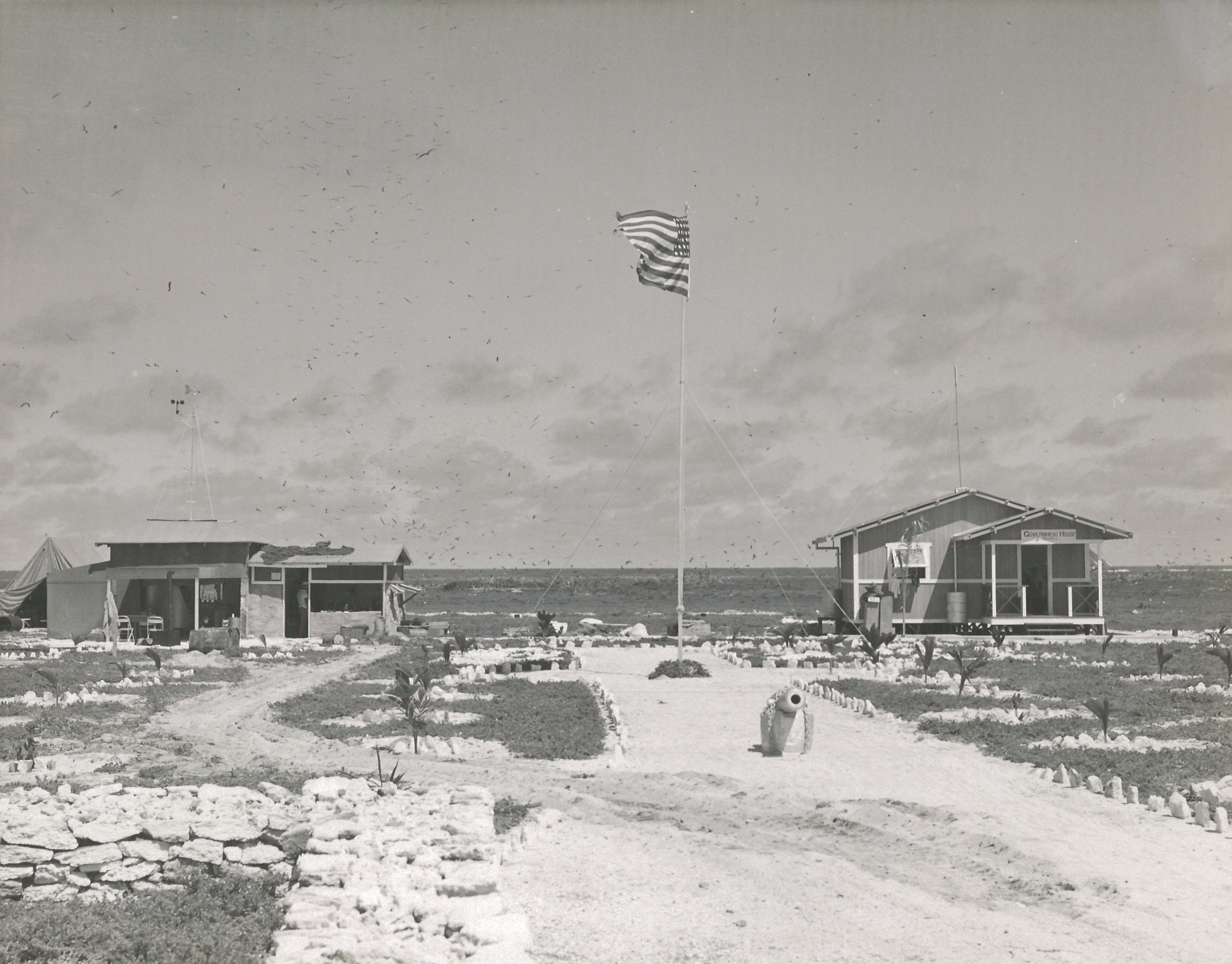
Le camp construit par les colons de l'île Howland durant le projet de colonisation des îles américaines équatoriales.

Le programme de colonisation des îles américaines équatoriales est un projet lancé en 1935 par le département du Commerce des États-Unis visant à installer des citoyens américains sur de petites îles inhabitées appartenant aux États-Unis dans le Pacifique central, Howland, Baker et Jarvis. L'idée était de réaffirmer la souveraineté américaine sur ces territoires et d'y préparer l'installation d'infrastructures, stations météorologiques et aérodromes, permettant de mettre en place des routes aériennes entre la Californie et l'Australie. Par ailleurs, le projet visait à contenir l'expansion de l'Empire japonais dans le Pacifique. Les colons, désignés sous le terme de Hui Panala'au, au total 130 jeunes hommes étaient principalement des indigènes de Hawaï et d'autres étudiants recrutés dans les écoles hawaïennes. En 1937, le projet a été étendu afin d'y inclure Canton et Enderbury situés dans les îles Phoenix. En 1942, les colons ont été secourus alors que les États-Unis étaient entrés en guerre contre le Japon, ce qui a mis fin au projet,.

## Contexte historique

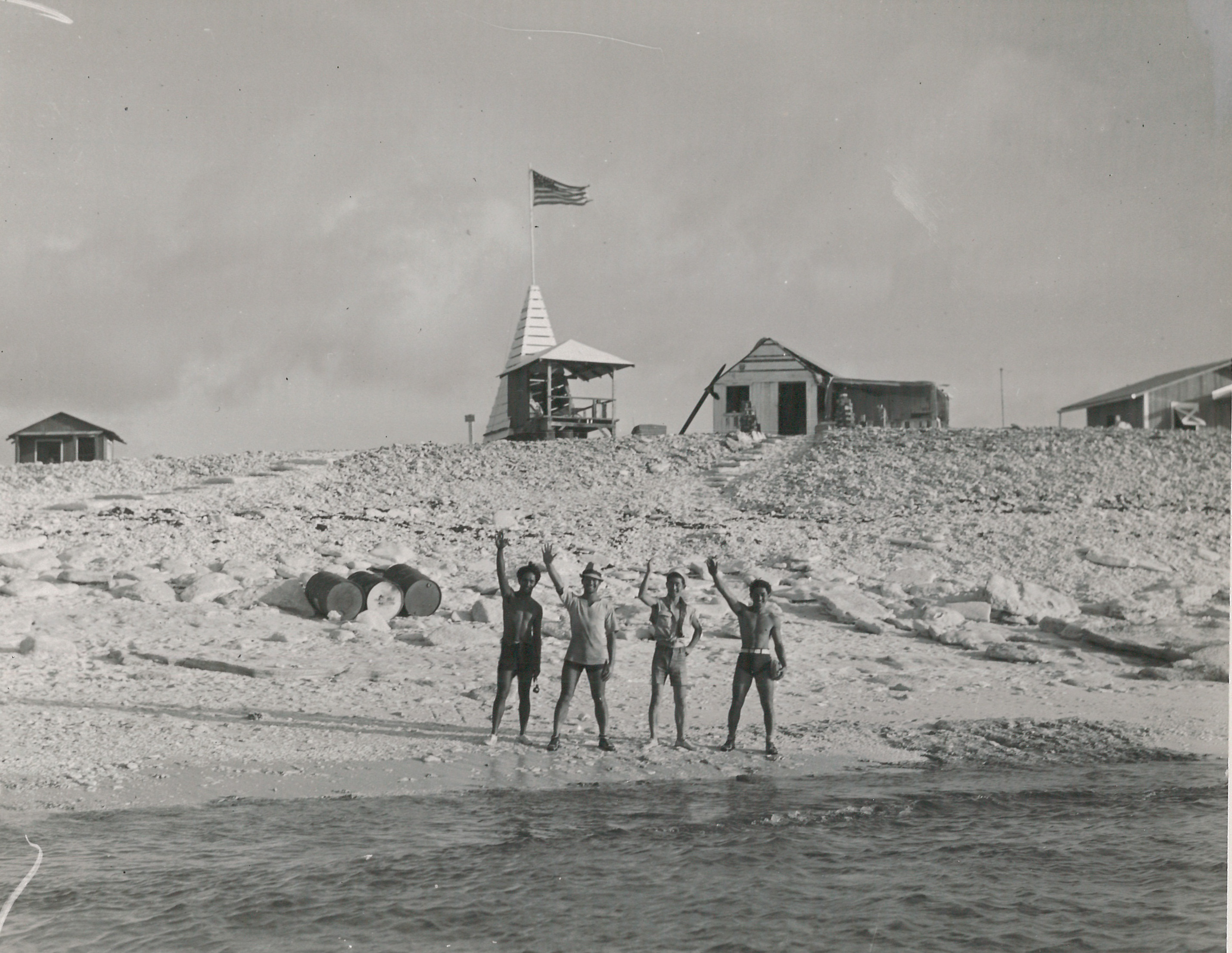
Colons de l'île Jarvis faisant leurs adieux au début de leur mission de colonisation.

La présence américaine dans ces îles du Pacifique équatorial a pour origine le Guano Islands Act, voté en 1856, donnant a tout citoyen américain la possibilité de prendre possession d'une île contenant des gisements de guano. Plusieurs décennies d'exploitation des ressources en guano par des compagnies américaines ont conduit à l'épuisement de celles-ci et par voie de conséquence à l'abandon des îles. Ceci les rendait vulnérables à des revendications étrangères, en particulier émanant du Japon, alors en phase d'expansion dans le Pacifique. Les États-Unis ont par ailleurs eu un regain d'intérêt pour ces territoires isolés mais stratégiquement situés lors de l'émergence du transport aérien dans les années 1930. Ces îles constituaient de potentiels jalons permettant d'établir des routes aériennes entre ce pays et l'Australie.

## Lancement du programme
En 1935, le département du Commerce des États-Unis a déployé un programme de colonisation secret impliquant le positionnement de civils américains sur ces îles afin d'y renforcer la souveraineté américaine tout en évitant l'écueil qu'aurait constitué une prise de contrôle militaire au regard du droit international. Certaines îles avaient été à la fois exploitées par l'Empire britannique et les États-Unis, la question de leur souveraineté restait donc floue. Les Américains espéraient donc faire pencher la balance du droit international de leur côté en organisant leur occupation ininterrompue pendant plus d'un an par des populations civiles.
De nombreuses agences fédérales souhaitaient administrer ce projet de colonisation, en particulier le département du Commerce, le département de l'Intérieur et le département de la Marine. Finalement, c'est au département de l'Intérieur qu'est revenu le droit de diriger le projet.
William T. Miller, commissaire à l'aviation au sein du département du Commerce a été désigné à la tête du projet. Il s'est rendu à Hawaï en février 1935 et après avoir rencontré Albert F. Judd, le directeur des écoles Kamehameha (en), il a pris la décision de recruter des élèves et des anciens élèves de l'école pour garçons Kamehameha pour coloniser ces territoires. Ce choix reposait entre autres sur une préconception voulant que des indigènes hawaïens soient particulièrement adaptés à la survie dans ce type d'environnement. Les recrues ont toutes suivi un entraînement du Reserve Officers Training Corps au cours de leur scolarité, elles doivent savoir pêcher selon les techniques indigènes, exceller à la nage et pouvoir manœuvrer sur un bateau.
Les premiers colons sont embarqués secrètement à Honolulu sur l'Itasca le 20 mars 1935. L'objectif véritable de l'expédition n'est révélé aux volontaires qu'au cours du voyage. Le navire arrive en cinq jours à Jarvis, trois jours plus tard à Baker et un jour plus tard à Howland, déposant à chaque fois un groupe de cinq hommes, deux recrues d'Hawaï et trois militaires.
Sur place, les colons sont chargés de collecter des données météorologiques pour le gouvernement. Par ailleurs, ils construisent des camps, débroussaillent des terres, font de l'agriculture vivrière, et à s'essaient à l'afforestation. Pendant leur temps libre, ils pratiquent la plongée, pêchent, nagent, surfent, jouent au football, chassent les rats ou tentent d'élaborer des recettes pour manger des oiseaux. Sur les sept années qu'a duré le projet, un total de 130 jeunes hommes a été envoyé sur les îles. Ils se retrouvent généralement à quatre par île. Ils restent isolés plusieurs mois, un total de 26 rotations de bateaux des garde-côtes américains permet la relève et un contact avec l'extérieur.
En 1940, lorsque s'est posée la question d'interrompre le programme, la marine américaine a reconnu que ces territoires étaient probablement inutiles pour le développement de l'aviation commerciale mais que, néanmoins, le projet devait être poursuivi car pouvant servir de base à une assise militaire sur les îles. Bien que les intérêts justifiant de poursuivre le projet aient été strictement militaires, les colons n'en ont jamais été informés et on ne leur a pas fourni d'armes permettant d'assurer leur défense.

## Arrêt du programme

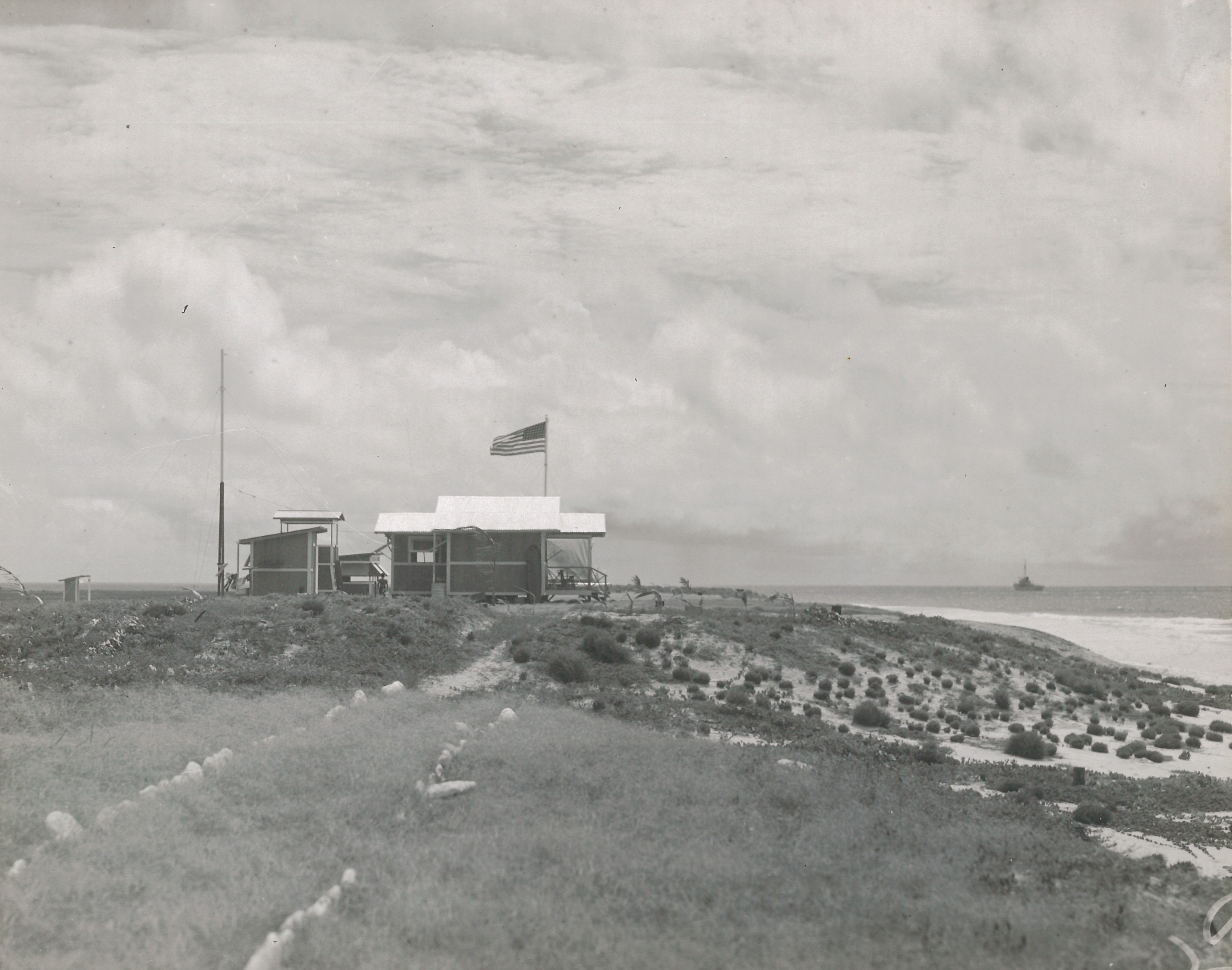
Camp sur l'île Baker au cours du programme de colonisation.

En juin 1941, le commandant du 14e district naval américain a pointé les risques posés par l'expansionnisme japonais et recommandé l'évacuation des colons. Cet avis n'a cependant pas été suivi. Le 8 décembre 1941, des bombardiers japonais lancent un raid aérien sur Howland. Deux colons hawaïens, Joseph Keliihananui et Richard Whaley meurent. Au cours des semaines qui suivent, les Japonais continuent de viser ces îles à l'aide d'avions et de sous-marins. Les quatre colons de Baker et les deux survivants de Howland sont secourus le 31 janvier 1942 ainsi que les huit colons de Jarvis et d'Enderbury le 9 février 1942, soit deux mois après les premières attaques sur Howland. En juillet 1943, une base militaire est installée sur l'île Baker. Elle jouera un rôle significatif au cours de la bataille de Tarawa lors de laquelle les Américains passent à l'offensive contre les Japonais dans le Pacifique central.
En 1956, les participants au programme de colonisation se sont regroupés en association nommée Hui Panala’au afin de préserver leur mémoire collective. En 1974, les îles de Howland, Baker et Jarvis sont devenus des réserves naturelles et sont désormais incluses dans le Pacific Remote Islands Marine National Monument. Les îles de Canton et Enderbury sont revenues à la République de Kiribati.

## Galerie

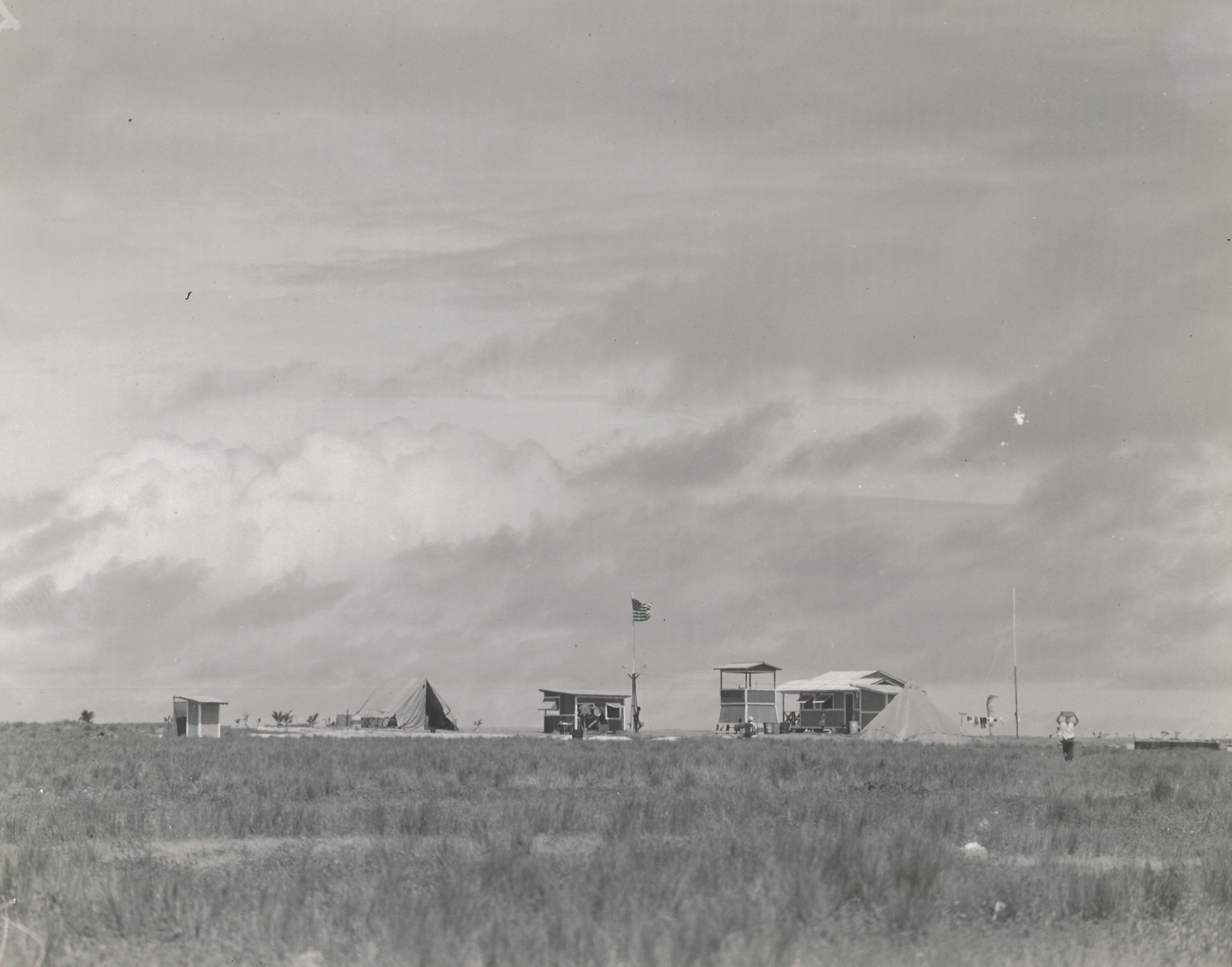
Camp sur l'île Baker.
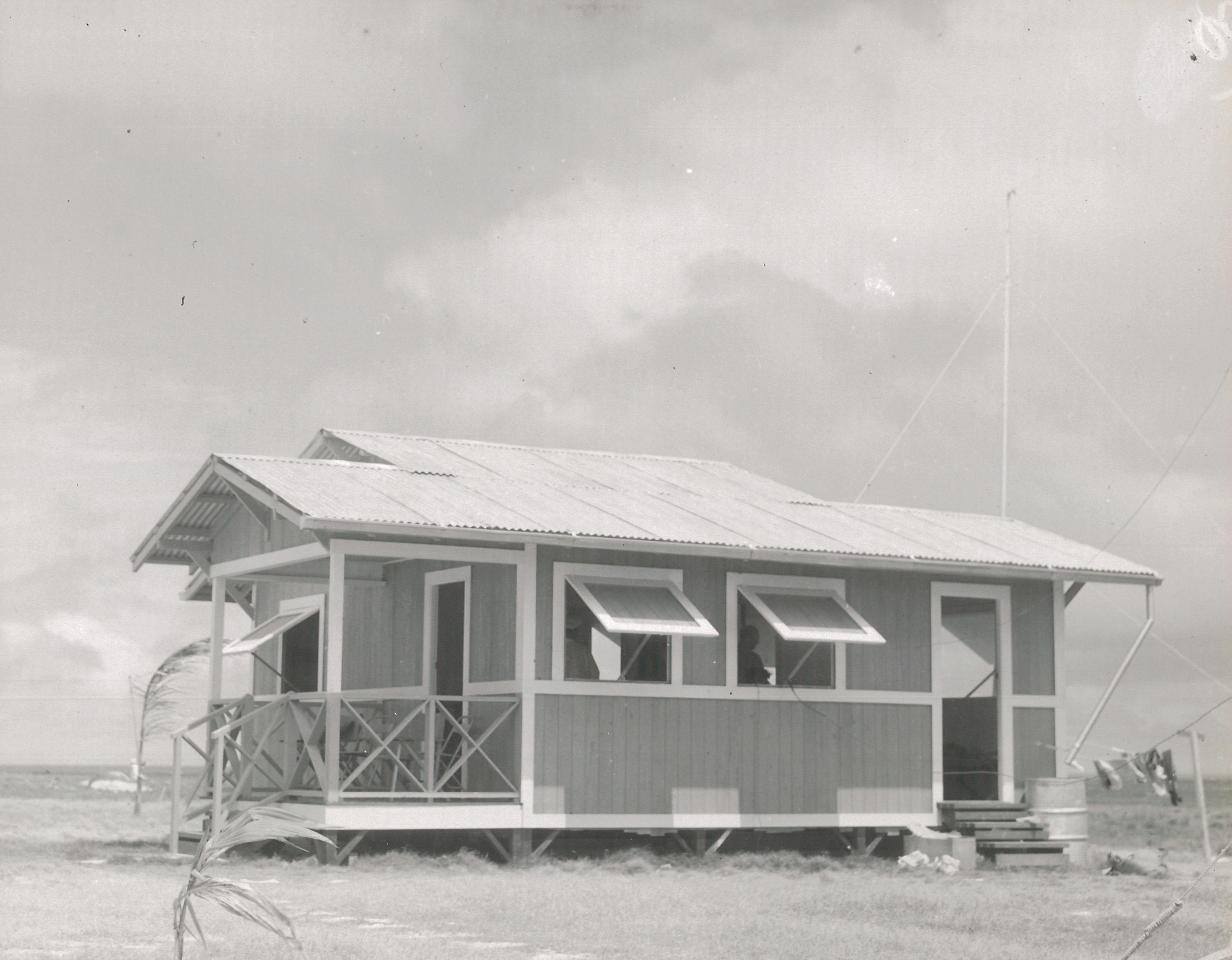
Bâtiment du gouvernement sur l'île Baker.
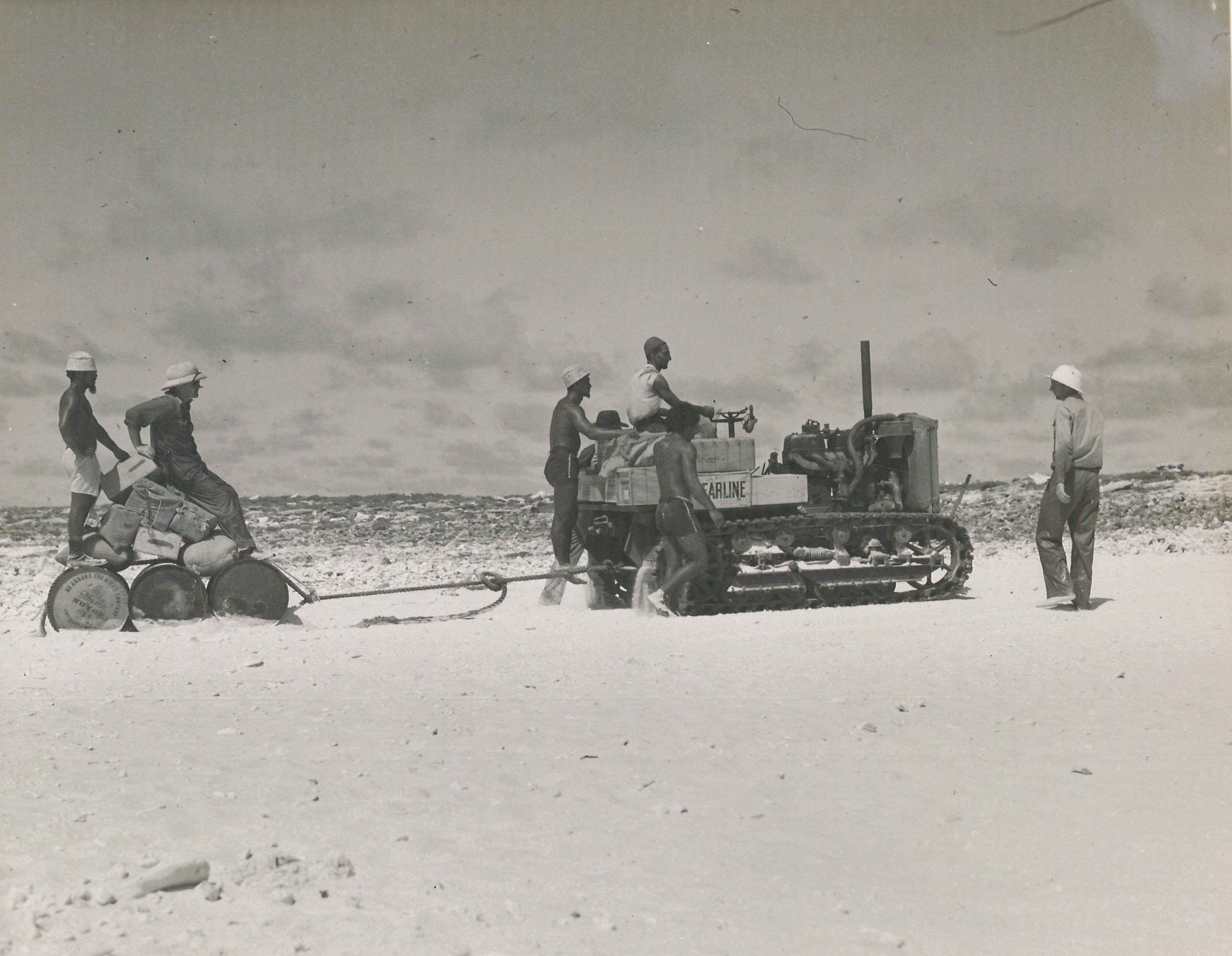
Déplacement de bidons d'eau douce sur Howland.
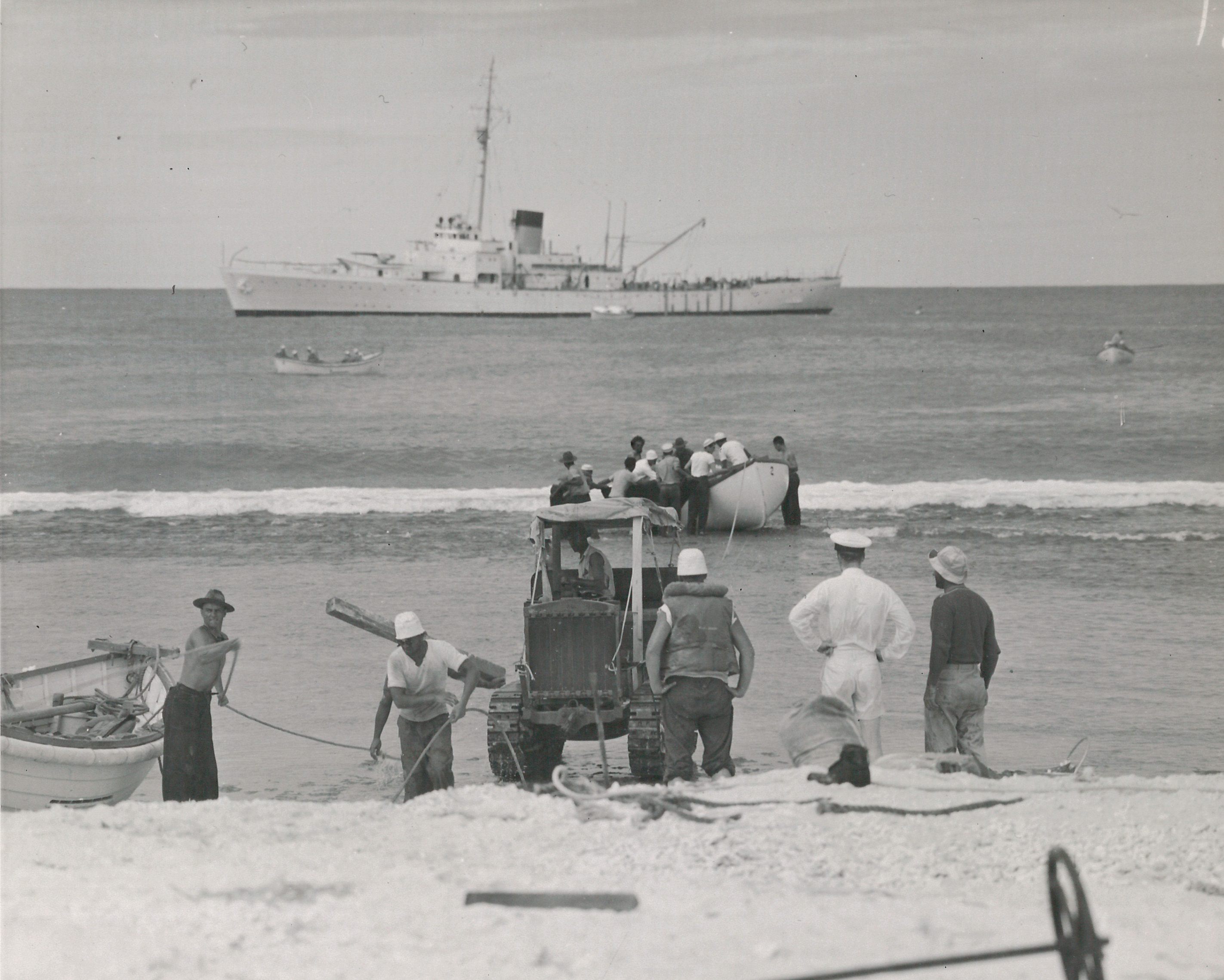
Débarquement de vivres sur Howland.
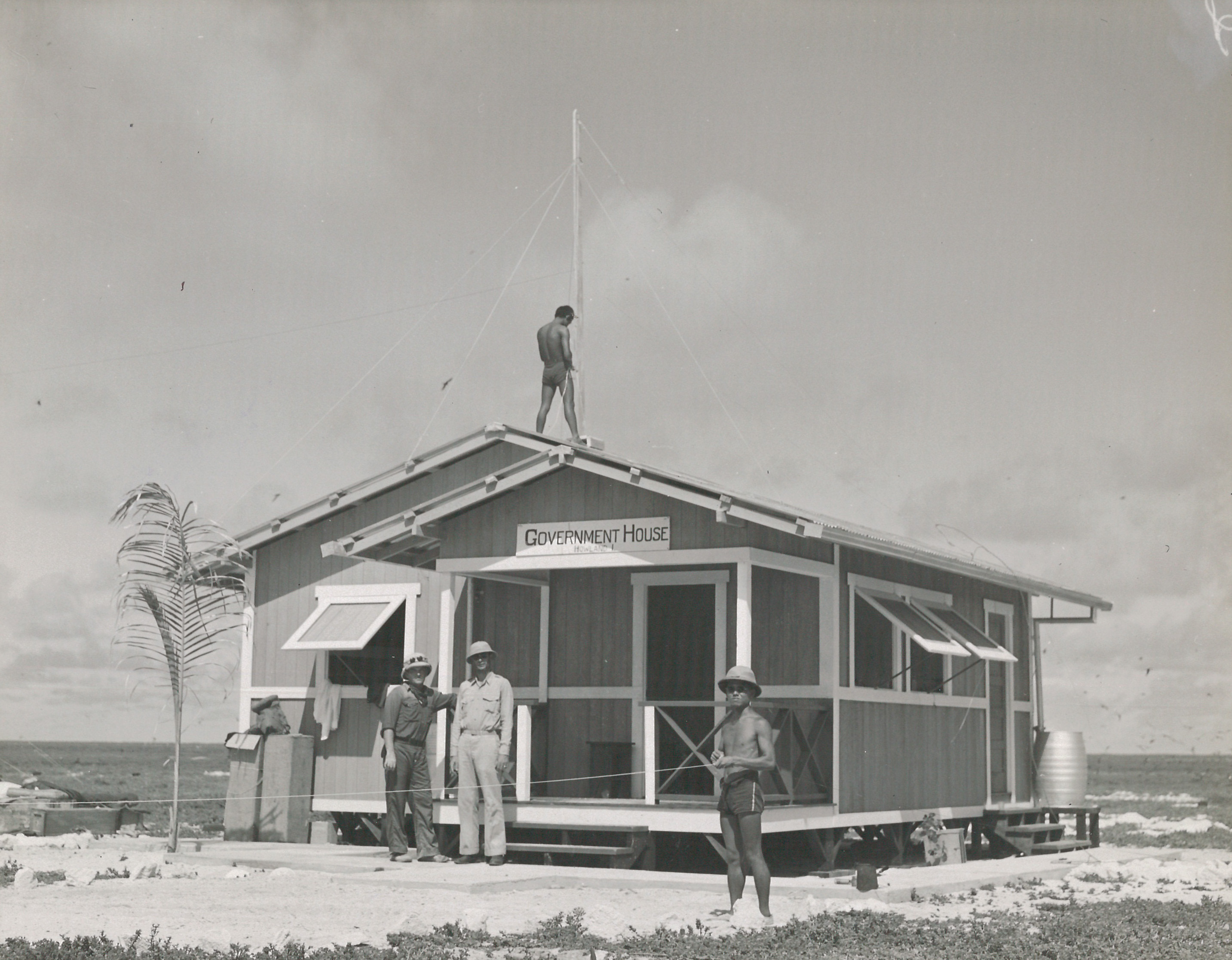
Bâtiment officiel sur Howland.
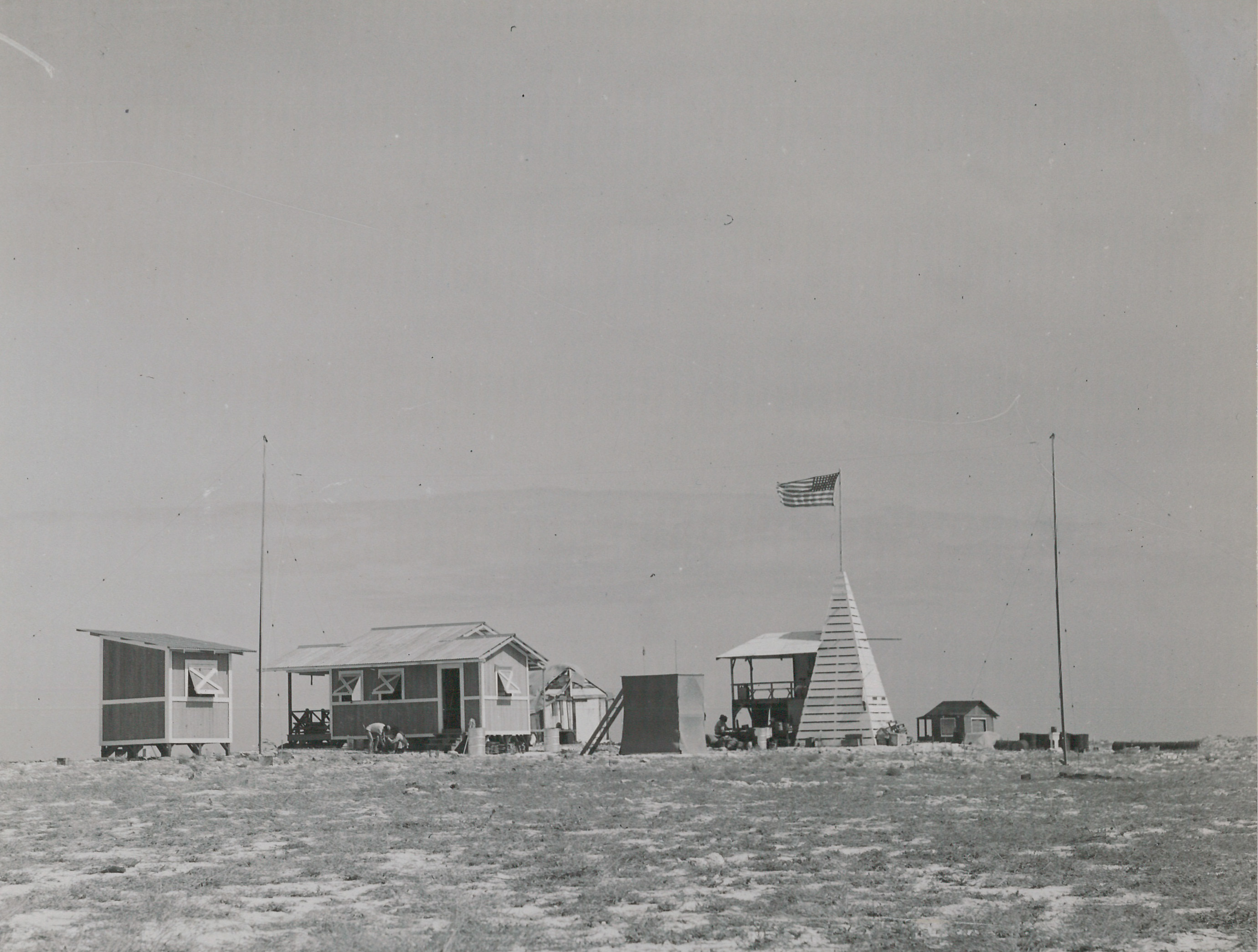
Camp à Jarvis
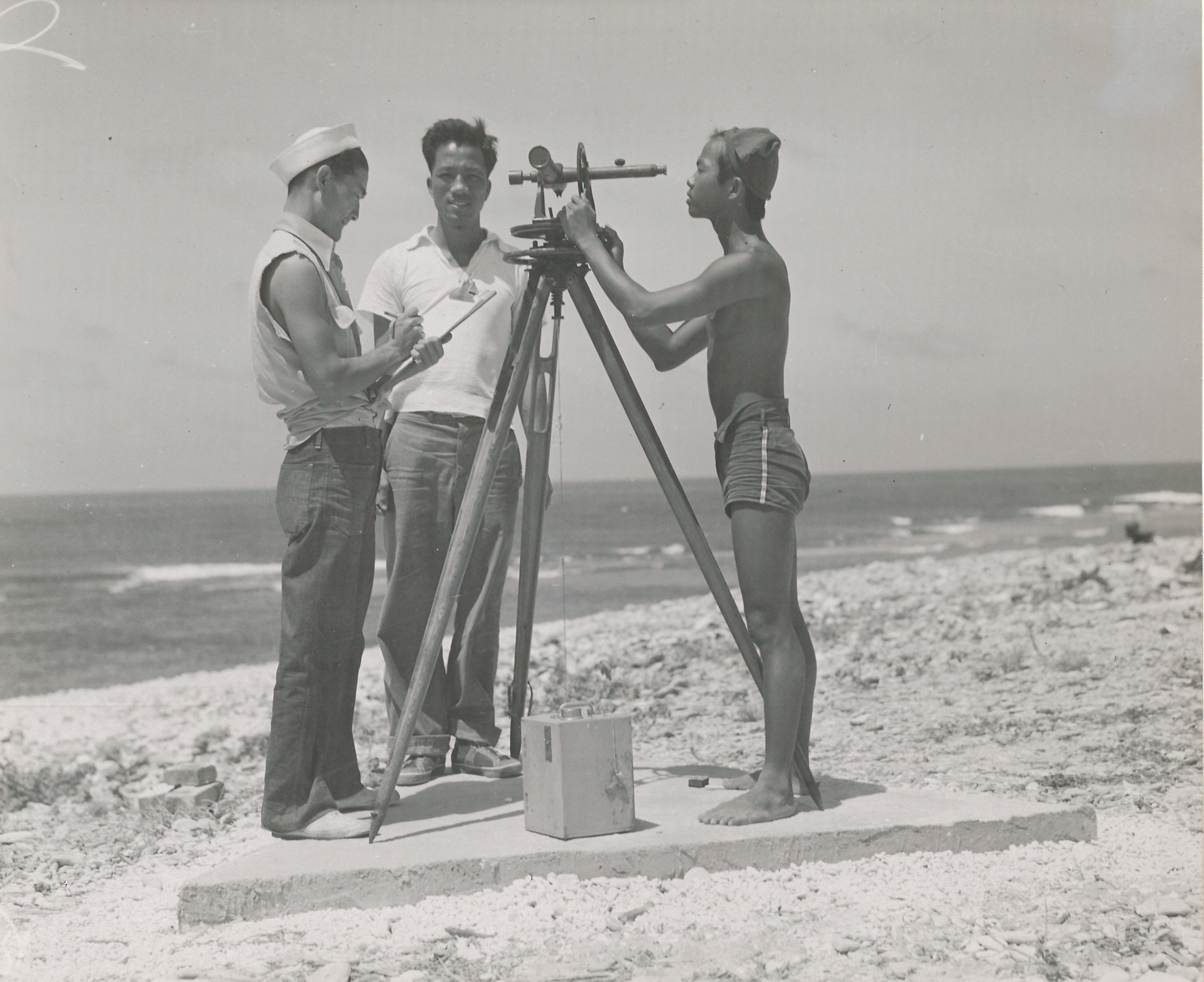
Observations scientifiques à Jarvis
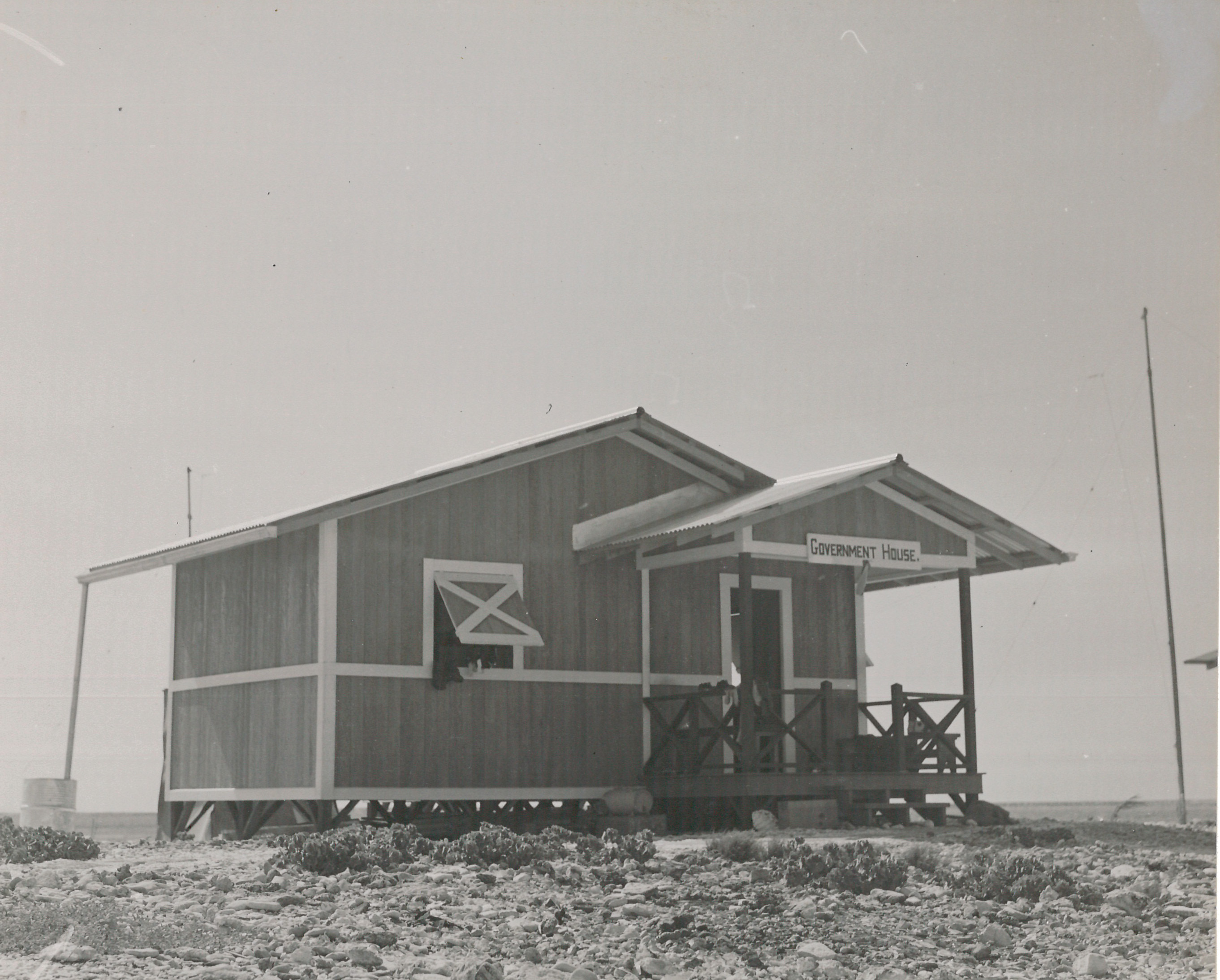
Bâtiment officiel sur Jarvis